# Кокс, Спенсер
Спенсер Джеймс Кокс (англ. Spencer James Cox; род. 11 июля 1975, Маунт-Плезант, Юта) — американский политик, представляющий Республиканскую партию. Губернатор штата Юта (с 2021).

## Биография
Провёл детство в Фэйрвью (Юта). Окончил Сноу-колледж в городе Эфраим, получил в Университете штата Юта степень бакалавра по политологии, а в Школе права Университета Вашингтона и Ли — степень доктора права. Работал в администрации округа Санпит, в 2012 году избран в Палату представителей штата Юта.
16 октября 2013 года вступил в должность вице-губернатора Юты (накануне Комитет Сената штата по утверждению деятельности администрации единогласно одобрил предложение губернатора Гэри Герберта об этом назначении после отставки Грега Белла).
6 июля 2020 года победил в республиканских праймериз бывшего губернатора Юты и бывшего посла в Китае и России Джона Хантсмана, став официальным кандидатом партии на пост губернатора (действующий губернатор Герберт в предварительных выборах не участвовал).
3 ноября 2020 года уверенно победил демократа Кристофера Петерсона на выборах губернатора Юты.